# Ludwig Ramberg
Ludwig Ramberg (* 2. Februar 1874 in Helsingborg; † 25. Dezember 1940 in Uppsala) war ein schwedischer Chemiker. Seinen Namen trägt die von ihm gemeinsam mit Birger Bäcklund entdeckte Ramberg-Bäcklund-Reaktion zur Synthese von Alkenen aus Sulfonen.

## Biografie
Ramberg studierte Chemie an der Universität Lund und wurde dort 1902 promoviert. Er erhielt 1918 einen Ruf auf einen Lehrstuhl an der Universität Uppsala, den er bis zu seiner Emeritierung 1939 innehatte. Sein Arbeitsgebiet waren insbesondere organische Schwefelverbindungen. Er gehörte dem Nobelpreiskomitee für Chemie an. 1916 erhielt er den Norblad-Ekstrand-Preis der Schwedischen Chemischen Gesellschaft.